# タンナイーム
タンナイーム（תַּנָּאִים [tannaˈ(ʔ)im]、単数形：タンナ〈תַּנָּא [tanˈna]〉）は、1世紀の初めから、ミシュナが完成する200年頃までに活動した、ユダヤ教の賢者たち（ハハミーム）をさす語。タンナイームの遺産がミシュナすなわちユダヤ教の口伝律法やミドラシュ・ハラハーである。ソフリームをタンナイームの先駆者たちと位置づけることがある。タンナイームに続く賢者たちがアモライームである。
タンナ、タンナイームはアラム語。タンナーイームとも表記される。

## 姉妹語
ミシュナとタンナは、例えば「3」を意味するヘブライ語 shaloshとアラビア語 thalathaの関係のように祖語の段階で同じ語根を持つ姉妹語ということになり、タンナはヘブライ語のシャーナー（「繰り返す」すなわち「教える」）にそのまま対応する。つまり、ミシュナは「タンナするもの」（「繰り返す」もの）という意味である。

## タンナの一覧
- エリエゼル・ベン＝ヒルカノス　Eliezer ben Hyrcanus (Liezer ben Hyrcanus)
- タルフォン　Tarfon - ロッドのタンナ
- ベルリヤ　Bruriah
- 大ヒレル　Hillel the Elder
- ヒーヤー・バル＝アッバー　Hiyya bar Abba
- ヨナタン・ベン＝ウジエル　Jonathan ben Uzziel
- イェフーダー・ハン＝ナーシー　Judah haNasi
- イェフーダー・ベン＝イライ　Judah ben Ilai
- アキバ・ベン・ヨセフ　Rabbi Akiva
- ラッビー・ヨーハーナーン　Rabbi Yochanan
- シェマヤ　Sh'maya - 改宗者
- シャンマイ　Shammai - ズーグ
- シムオーン・バル・ヨーハイ（シモン・バル＝ヨハイ）　Simeon bar Yohai
- シムオーン・ベン＝シェタフ　Simeon ben Shetach
- ヨーハーナーン・ベン＝ザッカイ　Yohanan ben Zakkai
- ハラフター　Halafta
- シムオーン・ベン＝ハラフター　Simeon ben Halafta